# Донери
Донери (фр. Donnery) насеље је и општина у централној Француској у региону Центар (регион), у департману Лоаре која припада префектури Орлеан.
По подацима из 2011. године у општини је живело 2603 становника, а густина насељености је износила 119,57 становника/km². Општина се простире на површини од 21,77 km². Налази се на средњој надморској висини од 103 метара (максималној 124 m, а минималној 99 m).

## Демографија
| 1962. | 1968. | 1975. | 1982. | 1990. | 1999. | 2011. |
| ----- | ----- | ----- | ----- | ----- | ----- | ----- |
| 646   | 651   | 805   | 1.961 | 2.054 | 2.022 | 2.603 |

График промене броја становника у току последњих година